# Brigada Irlandesa (Estats Units)
La Brigada Irlandesa fou una brigada d'infanteria, formada principalment per immigrants irlandesos, que serví a l'Exèrcit de la Unió durant la Guerra Civil dels Estats Units.
La designació del primer regiment a la brigada, el 69è Regiment d'Infanteria de Nova York, o els «lluitadors del 69è» (Fighting 69th, en anglès), continuà en anys posteriors. Eren coneguts en part pel seu famós crit de guerra, el «faugh a ballagh», que és una adaptació a la fonètica anglesa d'una frase irlandesa, «fága an bealach» que vol dir més o menys «aclareix el camí».